# Sächsisches Landesarbeitsgericht

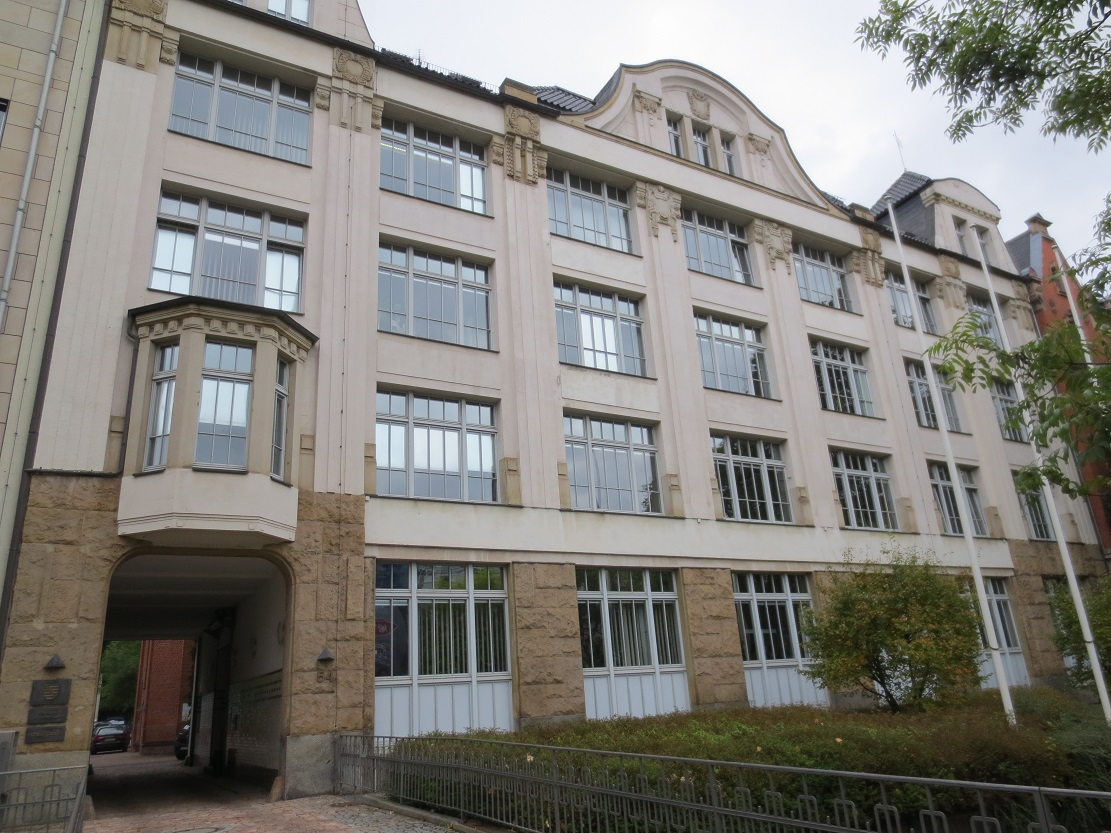
Gebäude des Gerichts, ehemalige Tresorfabrik Baum

Das Sächsische Landesarbeitsgericht ist das Landesarbeitsgericht (LAG) des Freistaates Sachsen.

## Gerichtssitz und -bezirk
Das Sächsische Landesarbeitsgericht hat seinen Sitz in Chemnitz. Es ist Berufungs- und Beschwerdegericht für die Arbeitsgerichte Bautzen, Chemnitz, Dresden, Leipzig und Zwickau. Das Gerichtsgebäude befindet sich in der Zwickauer Straße 54, dem Gebäude der ehemaligen Tresorfabrik F. E. Baum.

## Leitung
- Ab 1. Juli 1992: Dirk Neumann, * 26. April 1923 (Gründungspräsident)
- Ab 1. Juli 1993: Volker von Bergen, * 18. August 1941[1]
- Ab 1. Februar 2006: Michael Gockel (* 1955)[1]
- Seit 1. Mai 2021: Dirk Eberhard Kirst (* 1960)[2]

## Organisation
2023 waren am Sächsischen Landesarbeitsgericht neun Kammern gebildet, von denen jedoch nur sechs mit fünf Berufsrichtern als Vorsitzenden besetzt waren.
Im Februar 2023 nahmen nur zwei der neun Kammern neue Verfahren an. Drei Kammern waren dauerhaft unbesetzt, der Vorsitzende von zwei weiteren Kammern war seit einem Jahr erkrankt, die Stelle des Vizepräsidenten seit Längerem vakant. Jeden Monat kamen mehr als doppelt so viele Fälle hinzu als bearbeitet werden könnten.

## Instanzenzug
Rechtsmittelgericht für das Sächsische Landesarbeitsgericht ist das Bundesarbeitsgericht in Erfurt.